# Ligne de tramway 83 (SNCV Groupe de Charleroi)
Pour les articles homonymes, voir Ligne 83.
La ligne 83 d'après son numéro de tableau horaire est une ancienne ligne de tramway du Groupe de Charleroi de la Société nationale des chemins de fer vicinaux (SNCV) qui a fonctionné entre le 20 juillet 1935 et le 26 juin 1956.

## Histoire
20 juillet 1935 : mise en service en traction électrique sous l'indice 83 entre Jumet Gohyssart et la gare de Marchienne-au-Pont en remplacement d'un service d'autobus, nouvelle section Jumet Gohyssart - Dampremy Route de Gosselies (capital 139), section Dampremy Route de Gosselies - Marchienne Pont de Sambre commune avec la ligne Charleroi - Thuillies (capital 11); exploitation par la SNCV.
26 juillet 1955 : suppression et remplacement par une ligne d'autobus.
Le tramway est supprimé le 26 juin 1956 à la suite des travaux de modernisation du canal Charleroi-Bruxelles, elle est remplacée par la ligne 51 et son service partiel 72 qui à cette date ou peu avant ont été renumérotées respectivement 151 et 172. La ligne emprunte un tracé légèrement différent du tram par les rues de la Providence et de Mons puis la nouvelle rue du Port, créée lors des travaux de modernisation du canal qu'emprunte également la ligne de tramway 85/86 à la suite de la destruction du pont sur le canal rue de la Docherie, elle emprunte ensuite la rue de Jumet, l'ancien tracé par les rues Léon Dubois et Pierre Bauwens restent desservies par le tram 85/86, elle emprunte enfin la rue de Marchienne jusqu'au terminus de Jumet Gohyssart.

## Vestiges

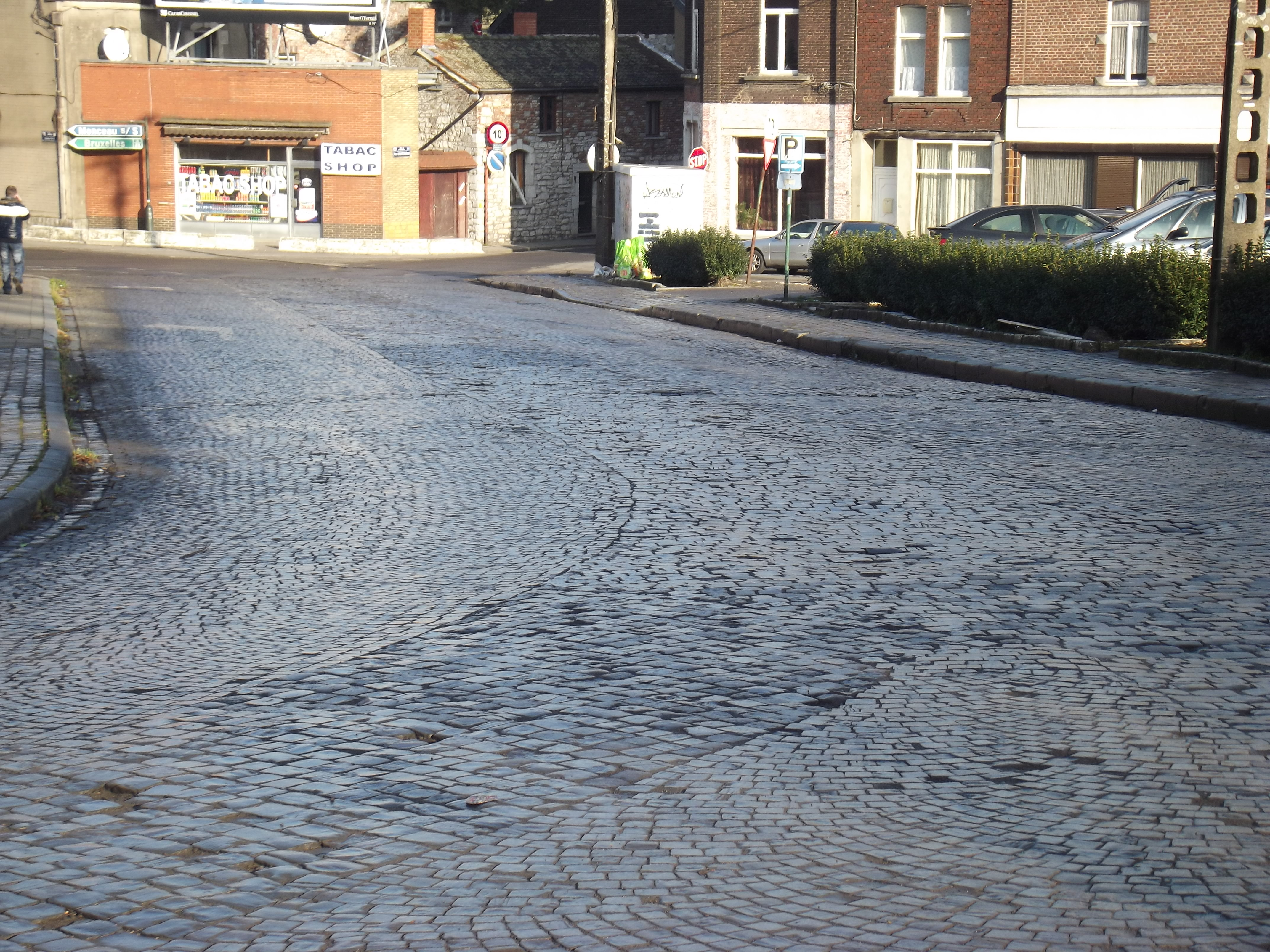
Marchienne-au-Pont (1/2).
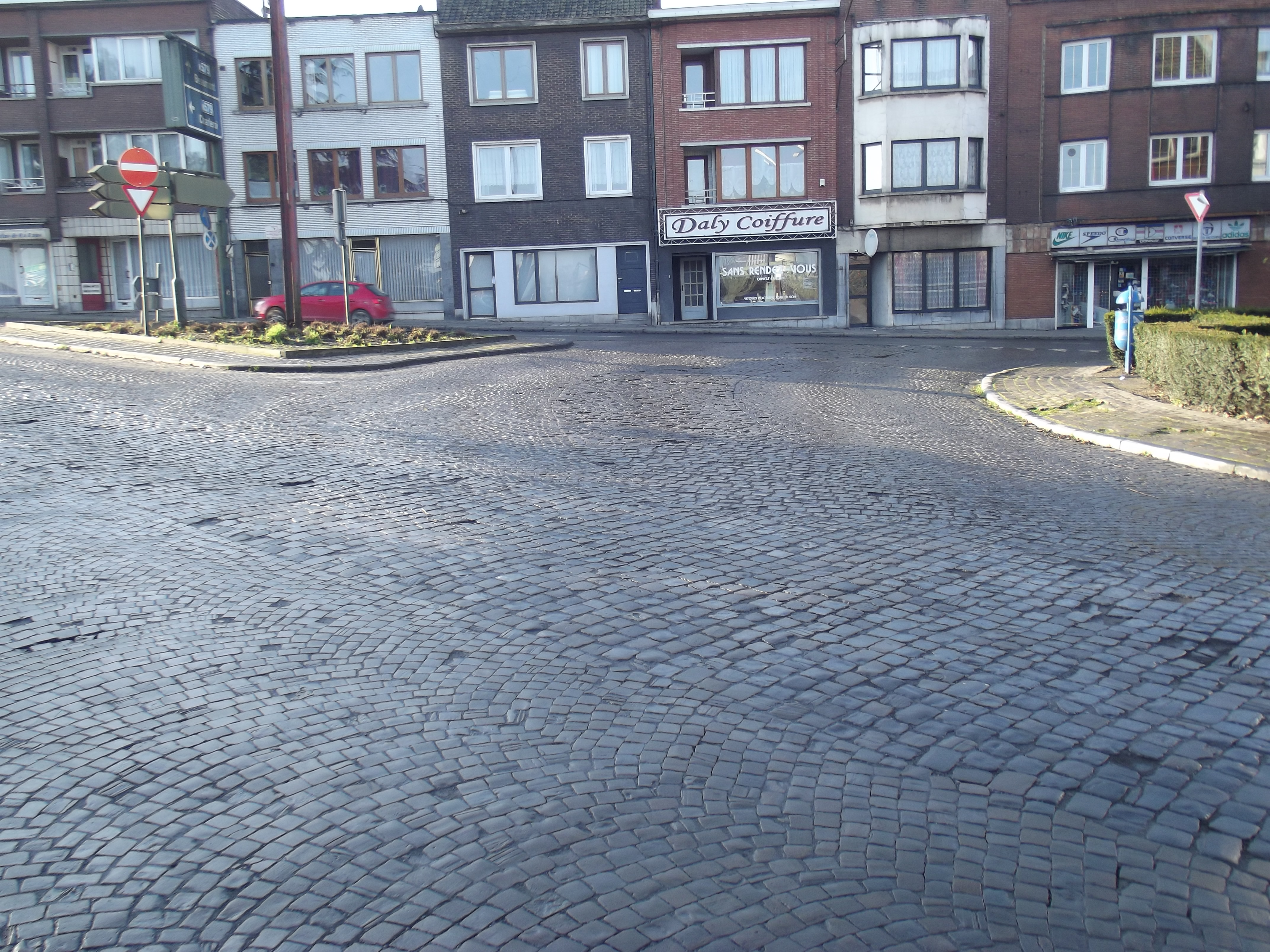
(2/2)

## Exploitation

### Horaires
Tableaux :
- 440 en 1937, numéro de tableau partagé entre les lignes 41, 60, 61, 65/66, 83 et 85/86[5].